# 水上新娘
水上新娘是指20世紀80年代香港漁民與中國大陸女性通婚後，因政策問題導致其妻子無法合法居留香港的社會事件。此事件涉及香港政府的入境政策、中國大陸的戶籍制度，以及兩地的政治與社會環境。

## 背景
許多香港漁民的妻子來自中國大陸，這些妻子被稱為「水上新娘」。當時中國政府為方便管理，曾推出「流動漁民上下岸證」，允許她們隨丈夫出海來港，但原籍戶口會被取消。
由於水上新娘並非持單程證來港，港府只容許她們在香港水域逗留，不准上岸，只有特殊情況（如就醫或生育）才可破例。這導致她們面臨各種困難，如無法送子女上學，或查證及遣返的風險。

## 事件經過
隨著漁業式微，香港政府開始安置艇戶上岸，規定舊艇不能換新艇，並提供公屋安置計劃。然而，水上新娘因無法合法上岸，也無中國大陸戶籍，處境進退維谷。部分漁民獲安排上岸居住，但其妻子卻無法隨行。
1984年，一群水上新娘的丈夫向政府請願，要求其妻子獲准長期居留，並召開記者會陳述困境。然而，港府隨後向水上新娘發出遣返令，認定她們的丈夫已轉業，不再符合「水上新娘」的資格。此舉引發更大關注，國際媒體也廣泛報道，歐洲議會更曾討論此事，批評政府的處理方式。
1985年，在壓力下，港府提出若水上新娘「自動」離港，將請求中國政府優先批准她們返回香港。14名水上新娘最終接受安排，返回中國大陸後申請單程證。
1985年10月，首名水上新娘成功獲批單程證回港。事件一度停滯，經進一步交涉後，1986年10月，所有遣返的水上新娘均獲准回港。1987年，中港政府達成協議，水上新娘可向戶籍所在地申請出境證，並於3年內依結婚先後次序獲批來港。至1991年6月，審批工作結束，共1,238名水上新娘及其在內地出生的286名子女獲准來港，事件告一段落。